# Shinkai longipedata
Shinkai longipedata är en ringmaskart som beskrevs av Michiya Miura och Ohta 1991. Shinkai longipedata ingår i släktet Shinkai och familjen Nautiliniellidae. Inga underarter finns listade i Catalogue of Life.